# David Egerton

Armoiries d'Egerton

David Boswell Egerton (24 juillet 1914 – 17 novembre 2010) est un militaire britannique distingué de la Seconde Guerre mondiale.
Descendant de l'ancienne famille Egerton d'Oulton dans le Cheshire, son père l'amiral Wion Egerton (1879-1943) appartenait d'une branche cadette de cette famille aristocratique installée en Inde. Son grand-père est le Field Marshal Sir Charles Egerton.
Militaire de carrière au Royal Horse Artillery, il est promu major-général de l'armée britannique avant de sa retraite en 1970.
Le général Egerton est aussi agrandie au fonction titulaire de colonel-commandant du régiment Royal d'Artillerie.

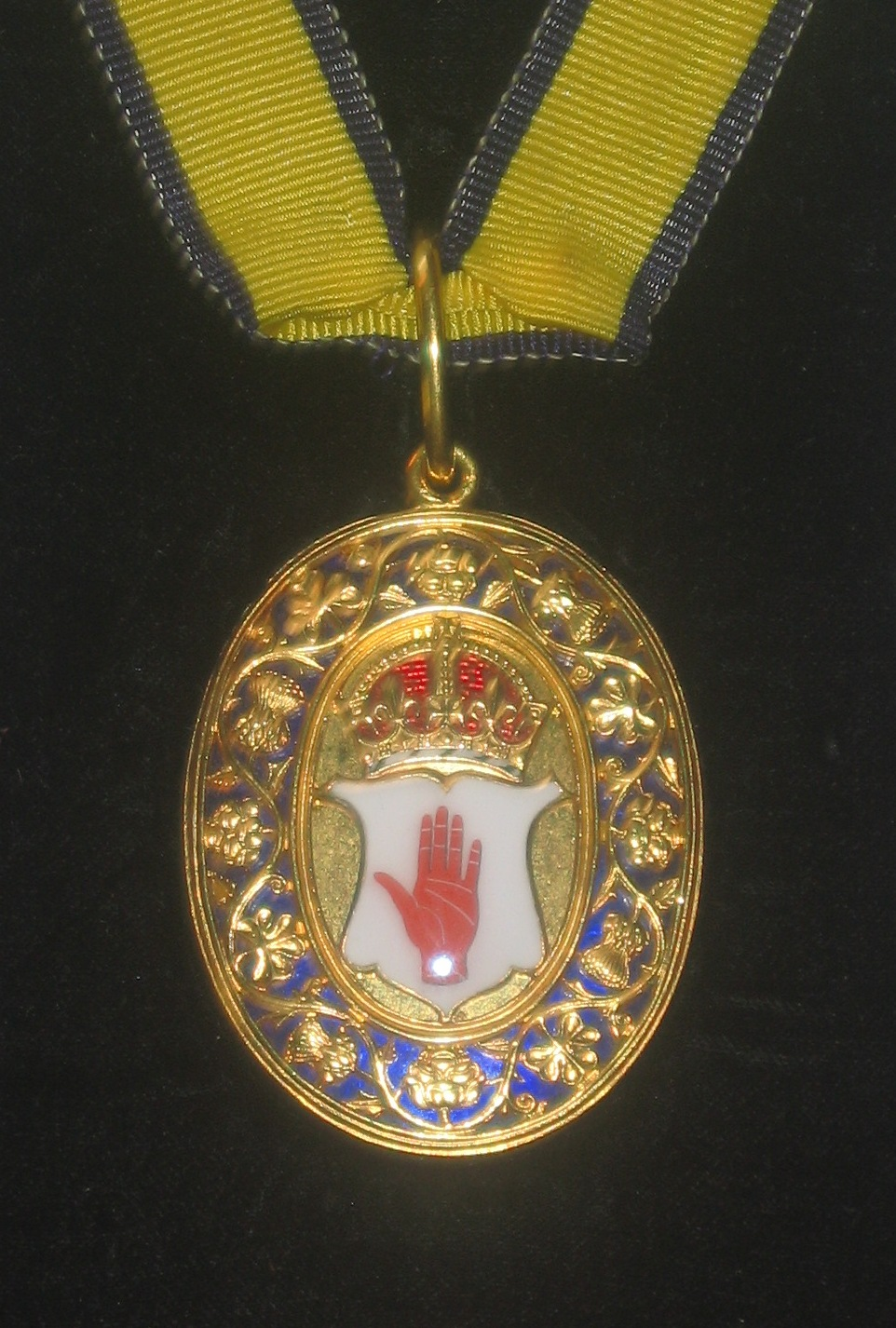
Insigne du baronnet.

## Honneurs
- - Baronnet (2008)
- - CB (1968)
- - OBE (1956)
- - MC (1940)
- - Chevalier, Légion d'honneur (1945)
- - Croix de guerre (1945)